# Somersworth (Nuevo Hampshire)
Somersworth es una ciudad ubicada en el condado de Strafford en el estado estadounidense de Nuevo Hampshire. En el Censo de 2010 tenía una población de 11.766 habitantes y una densidad poblacional de 454,83 personas por km².

## Geografía
Somersworth se encuentra ubicada en las coordenadas 43°15′13″N 70°53′17″O / 43.25361, -70.88806. Según la Oficina del Censo de los Estados Unidos, Somersworth tiene una superficie total de 25.87 km², de la cual 25.36 km² corresponden a tierra firme y (1.97%) 0.51 km² es agua.

## Demografía
Según el censo de 2010, había 11.766 personas residiendo en Somersworth. La densidad de población era de 454,83 hab./km². De los 11.766 habitantes, Somersworth estaba compuesto por el 89.44% blancos, el 1.38% eran afroamericanos, el 0.34% eran amerindios, el 5.28% eran asiáticos, el 0.02% eran isleños del Pacífico, el 0.91% eran de otras razas y el 2.64% pertenecían a dos o más razas. Del total de la población el 2.52% eran hispanos o latinos de cualquier raza.